# Fallablemma castaneum
Fallablemma castaneum is een spinnensoort in de taxonomische indeling van de Tetrablemmidae.
Het dier behoort tot het geslacht Fallablemma. De wetenschappelijke naam van de soort werd voor het eerst geldig gepubliceerd in 1955 door Marples.